# Javier Sólo
Javier Sólo, nom artístic de Xavier Segura i Guerrero (Terrassa, 12 de juliol de 1975), és un cantant català de música pop i rock.

## Trajectòria
Va començar a actuar el 2005 amb el nom Javier Sólo y Sus Malas Costumbres per a impulsar projectes socioculturals de cooperació. El 2012 es va establir a Lleida per a compaginar la seva carrera musical amb els estudis del grau en Educació Social.
El 2014 va gravar Amores en la cola del paro i el 2016, juntament amb Imprudentes, va presentar el disc Parece mentira. Després va començar la seva carrera en solitari i va publica el disc Mejor Sólo y bien acompañado (Temps Record, 2018). En el projecte hi col·laboren 43 artistes, entre ells Litus, Lichis i Daniel Higiénico.
El 2018 va fundar el grup La Banda del Vecino, amb el qual va fer una gira i va editar un nou treball, titulat Un buzo en el espacio (Rock Estatal Records, 2019), produït per Dani Ferrer de Love of Lesbian. El 2020 va publicar Cuando mi alma es un cancionero, tu cara es un poema, un llibre que repassa els quinze anys de trajectòria musical acompanyat d'un CD amb 17 temes inèdits, remasteritzats, noves mescles i rareses.
El 2021 va llançar un EP en acústic produït per Ricardo Marín titulat La revolución de los corazones sin planchar, i el 2022 l'LP titulat Un buzo en América, produït per Carlos Narea i amb les col·laboracions de Jenny and the Mexicats, Los Daniels, Fernando Madina (de Reincidentes), Rebeca Jiménez, Miguel Ángel Escrivá (de Santero y Los Muchachos) i Nacho Taboada.

## Discografia
- Amores en la cola del paro (2014)
- Parece mentira (2016)
- Mejor Sólo y bien acompañado (2018)
- Un buzo en el espacio (2019)
- Cuando mi alma es un cancionero, tu cara es un poema (llibre + disc, 2020)
- La revolución de los corazones sin planchar (2021)
- Un buzo en América (2022)
- El astronauta que soñaba con estrellas de mar (2024)